# Équipe de Paris Île-de-France de football
L'Équipe de Paris Île-de-France de football est la sélection régionale de football représentant la Ligue de Paris Île-de-France de football.

## Histoire

### L'époque USFSA
Avant même la reconnaissance du football par l'USFSA le 9 janvier 1894, les clubs parisiens des White-Rovers et du Standard AC constituent une entente pour affronter le club anglais de Marylebone, venu jouer à Paris lors des fêtes de Pâques 1893. Les Anglais s'imposent logiquement 3-0. Un an plus tard, cette fois sous l'égide de l'USFSA, la sélection de Paris comprend des joueurs des White-Rovers, du Standard AC et du Club français pour affronter à Paris une entente entre les clubs anglais de Marylebone et de Belzice. Les Anglais s'imposent 2-1.
Au début de l'année 1895, une nouvelle sélection est formée pour affronter le club anglais de Folkestone à Paris. Devant 1500 spectateurs, record d'affluence pour un match de football en France, les visiteurs s'imposent 3-0.
En avril 1895, la sélection de Paris effectue son premier déplacement sous forme de tournée en Angleterre. Trois matchs sont disputés et le onze de Paris encaisse 22 buts sans en marquer un seul (8-0, 11-0, 3-0).
En février 1898, une sélection allemande fait, pour la première fois, le déplacement à Paris. Après s'être imposés 7-0 face aux White Rovers le 11 février, les Allemands gagnent le lendemain par deux à un face à une sélection des meilleurs joueurs parisiens de l'USFSA : cinq joueurs du Club français (les défenseurs S. Wood et Bernat et les attaquants Fraysse, Grandjean et J. Wood), quatre joueurs du Standard AC (le gardien Arnull, le milieu J. Hicks, et les attaquants O. Hicks et Meggs), un du Paris Star (le défenseur Barnoll) et un du Racing (le milieu A. Tunmer). La formation allemande s'alignait comme suit : Friese (Germania Hamburg) - Westendarp (ASC Berlin), Kralle (Viktoria 89 Berlin) - Erwin Schricker (ASC Berlin), Wünsch (Viktoria 89 Berlin), Walther Bensemann (Straßburger FV) - O. Baudach (Viktoria 89 Berlin), Ivo Schricker (ASC Berlin), Willer (Britannia 92 Berlin), Jestram (Britannia 92 Berlin), Wetzler (Karlsruher FV). Bensemann avait organisé ce déplacement parisien avec le soutien du Deutsches Centralcomitee für Internationale Fußballwettspiele (Comité central allemand pour les rencontres internationales de football).

(suite à rédiger)

### L'époque LFA (1910-1919)
La Ligue de football association, membre du Comité français interfédéral, met en place une sélection à partir de 1910. Cette dernière obtient des résultats décevants. Les meilleurs joueurs parisiens sont désormais répartis dans quatre fédérations concurrentes (USFSA, LFA, FGSPF et FCAF) et la LFA ne peut sélectionner que ses propres joueurs.

#### Les matchs (liste exhaustive)

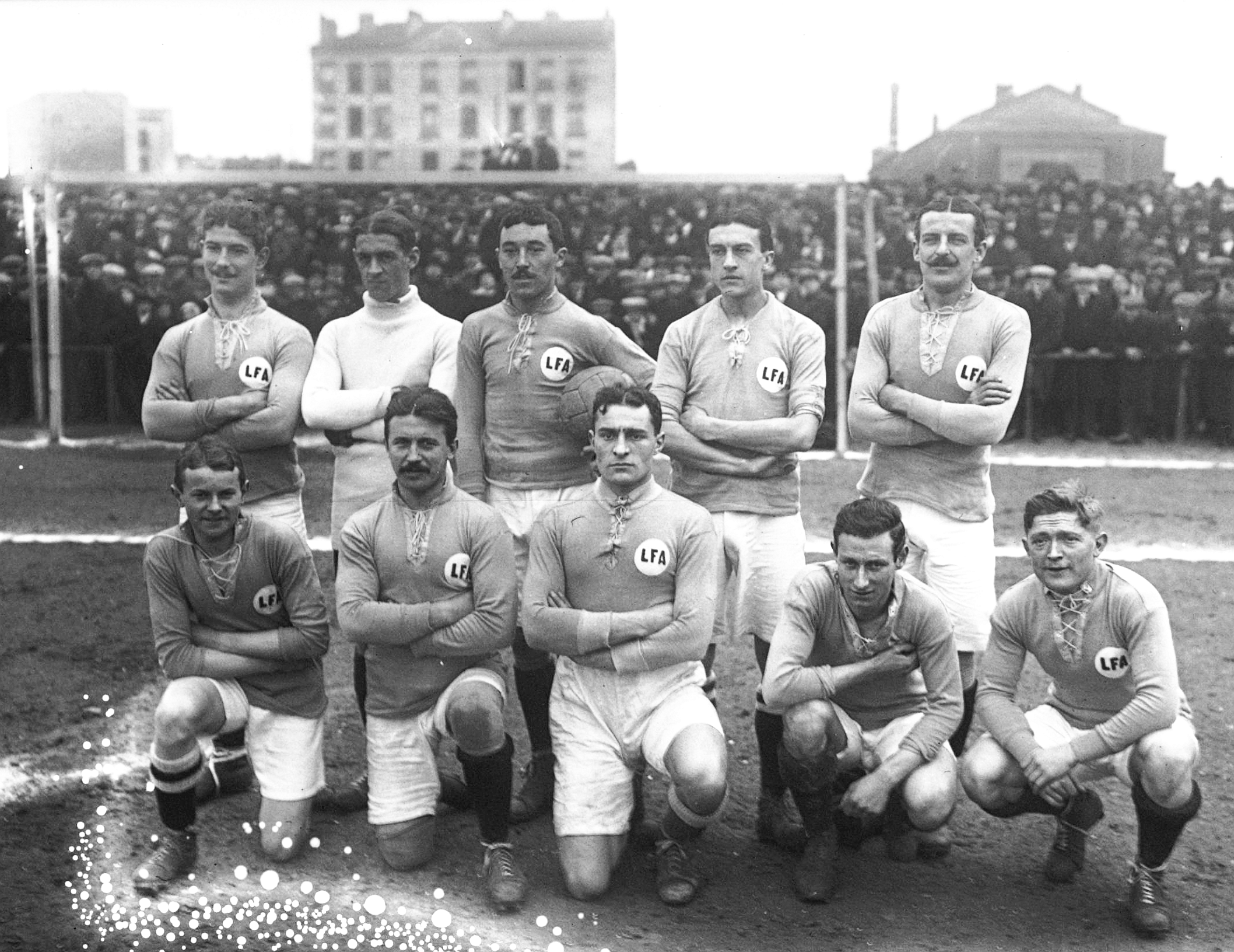
Sélection LFA du 15 mars 1914. Debout : Gamblin (Red Star), Germann (US Suisse), Barreau (FEC Levallois), Bigué (CA Paris), Scheibenstock (CA Paris). Accroupis : M. Gastiger (FEC Levallois), Mesnier (CA Paris), Devic (Red Star), F. Romano (FEC Levallois), Triboulet (FEC Levallois).

- 9 octobre 1910. LFA 1-3 Surrey-County, au Stade de Paris
- 18 décembre 1910. LFA 0-5 London-League, au Parc des Princes (Paris)
- 21 mai 1911. Sélection de Cologne 2-0 LFA, à Cologne (Allemagne)
- 1er octobre 1911. LFA 5-1 Sélection de Cologne, à Paris
- 4 février 1912. LFA 2-4 London-League, au Stade de Paris
- 11 mai 1912. LFA 1-4 Sélection de Zurich, au Stade de Paris
- 1er novembre 1912. LFA 0-2 Entente bruxelloise, au Stade de Paris
- 8 décembre 1912. LFA 2-0 London-League, au Stade de Paris
- 1er mars 1913. Surrey-County 1-3 LFA, à Guildford (Angleterre)
- 3 mars 1913. London-League 3-0 LFA, à Millwall (Angleterre)
- 5 mars 1913. Hampshire-County 1-3 LFA, à Bournemouth (Angleterre)
- 16 mars 1913. LFA 1-0 Sélection de Berlin, au Stade de Paris
- 30 mars 1913. Sélection de Zurich 5-1 LFA, à Zurich (Suisse)
- 26 mai 1913. Real-Union espagnole 1-1 LFA, à Irun (Espagne)
- 1er novembre 1913. LFA 1-3 London-League, au Stade de Paris
- 4 janvier 1914. Lions des Flandres 3-0 LFA, à Lille
- 15 mars 1914. LFA 1-1 Entente bruxelloise, au Stade de Paris
- 22 mai 1914. Sélection de Berlin 2-0 LFA, à Berlin (Allemagne)
- 11 mai 1919. LFA 4-4 Lions des Flandres, au Stade de Paris

### Depuis 1919
La LFA se transforme en Ligue de Paris le 7 juillet 1919. L'équipe régionale débute cette nouvelle ère par une victoire face à son homologue londonienne le 1er novembre 1919 : Paris 4-3 London-League, au Stade Bergeyre (Paris). Dès le lendemain, une revanche est disputée au Stade de Paris, et les Parisiens confirment leur succès en s'imposant cette fois 3 à 1.

## Jeunes
La Ligue comprend plusieurs sélections de jeunes. Les moins de 14 ans et les moins de 9 ans participent chez les garçons à la coupe nationale des jeunes de la FFF ; chez les filles, les moins de 16 ans et les moins de 13 ans disputent également leur coupe nationale sous l'égide de la FFF.